# Njivice (Radeče)
Njivice (kiejtése [ˈnjiːʋitsɛ] ; németül: Niwitz) kisközség a kelet- szlovéniai Radeče községben. A Sopota-patak közelében fekszik, Radeče városától nyugatra. A terület a történelmi Alsó-Krajna régió része. A település manapság az Alsó-Szávai Statisztikai Régióba tartozik; 2014 januárjáig a Savinja Statisztikai Régió része volt.